# 由良祭
由良祭（ゆらまつり）は、和歌山県日高郡由良町の宇佐八幡神社で行われる秋季例祭である。
　由良町内の旧由良町域である横浜、里、南、江ノ駒、網代、阿戸、門前、中、畑地区が神社の氏子であり、祭りに屋形を出して、獅子舞などを奉納するのが横浜、里、南、江ノ駒、網代、阿戸の六組。獅子舞は勇壮活発で躍動感があり、中でも、横浜の獅子舞と阿戸の獅子舞は、和歌山県指定無形民俗文化財である。獅子舞は歴史が古く、古老の言い伝えによると、長崎の船乗りから学んだとされており、肩車をした状態で長時間演舞する遠見の舞や、矢を射られた獅子が暴れまわる暴れ獅子、寝獅子などが有名。その他、阿戸が奉納する幟差しは、3反の絵幟を真竹に通し、額や腕、足に乗せ、時には境内をはくように旗を振り回す様がある。
　祭りの3日前に各地区に祭りの始まりを告げる幟が建てられ、神社には各区の氏子が幟建てに集う。またこの日に屋形を組み立て出す地区もあるため夜遅くまで太鼓が鳴る。また、地区の集会所には高張提灯が掲げられ、里地区では御弓神事の弓が飾られる。
　祭りの前日は宵宮といい、各地区では獅子舞奉納や屋形の競り合いが行われる。各地区それぞれ形体が違い、横浜地区は神社で獅子舞を奉納するが里地区や南地区などは競り合いをする。また、江ノ駒、網代、阿戸はもとより國主大神の氏子のため浜辺での獅子舞奉納を昼夕にかけて行う。獅子舞奉納が終わると、明日の本祭りに向け酒宴をかわし、夜通し太鼓や笛で盛り上がりを見せる。　祭りの当日は本宮といい、早朝、「祭に行く支度をせよ。」と寄太鼓が回るのは午前４時ごろである。その後、午前７時に各地区の屋形が四つ角に集合し、宮入りが始まる。宮入り後は、幟差し・競り合い・獅子舞が延々と繰り広げられ、午後の渡御では約１．５ｋｍ離れた御旅所までのお渡りが行われる。御旅所入りした各地区は、再度、幟差し・競り合い・獅子舞を行い、午後１０時すぎに神輿がお宮に還御する。最後は別れの競り合いを四つ角で行うが、日付をまたぐこともしばしばであるため、近年は、時間短縮と決められている。
　祭りにおける重要な神事及び道具として、里地区によるお弓神事は祭礼が始まった当初の式をそのまま残した流鏑馬の行事であり、由良祭における重要神事である。また、警護につく鬼と鰐（横浜地区・網代地区）、阿戸地区の雲龍幟がなければ祭りができないとされている。

## 歴史
かつては毎年10月17日に行っていたが、現在では10月の第3日曜日に行っている。儀式は鎌倉時代の永仁4年（1296年）頃、獅子舞は江戸時代初期の元禄期に誕生したとされる。
また、阿戸地区の屋形は元禄四年に作られており、それより以前に祭りがあったと推測される。
祭礼の起源については、明治43年の神社合祀によって以前の書物が失くなってしまったことで年代が分かるものがない。
- 昭和63年昭和天皇のご容態悪化により、祭り自粛。
- 2020年新型コロナウイルス感染対策のため祭り余興中止。
- 2021年新型コロナウイルス感染対策のため2年連続の余興中止。
- 2021年由良町教育委員会は、伝統継承のため、祭礼音源録音事業を開始し、町内2つの祭りについてお囃子の録音を終えた。
- 2022年年新型コロナウイルス感染対策のため3年連続の余興中止
- 2022年新型コロナウイルスで3年連続の中止に伴い、伝統行事継承の観点から、一部地区で祭りを執り行うことが決定。
- 2023年新型コロナウイルスが5類に位置づけられ、令和5年から通常どおり祭りを執り行うことが決定。